# Chrystie Street Connection
Die Chrystie Street Connection besteht aus zwei 1967 und 1968 eröffneten U-Bahn-Strecken der New York City Subway in Manhattan. Die Chrystie Street Connection ist eine der wenigen Verbindungen zwischen zwei ursprünglich getrennten U-Bahn-Netzen: Dem Netz der ehemaligen Brooklyn–Manhattan Transit Corporation (BMT) und dem Independent Subway System (ISS, später IND). Sie ist zugleich ein erster Abschnitt der seit 1919 geplanten und aus Geldmangel nur zum kleinsten Teil verwirklichten IND Second Avenue Line.

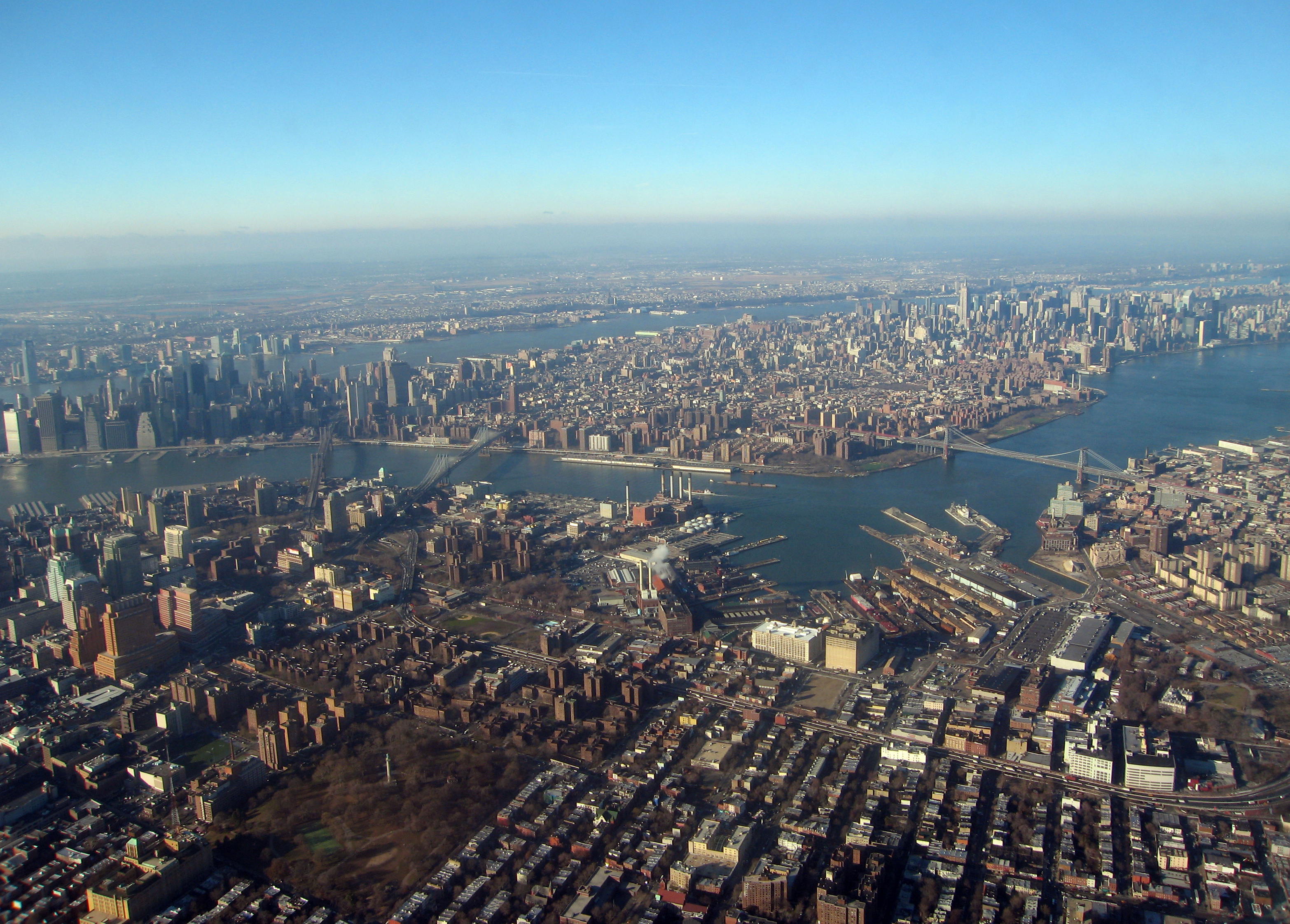
Blick über Brooklyn auf die Wolkenkratzer von Lower Manhattan (Bildmitte links) und von Midtown (hinten rechts). Die Williamsburg Bridge ist die rechte, die Manhattan Bridge die mittlere der drei East-River-Brücken.

Die Chrystie Street Connection verbindet die IND Sixth Avenue Line – die jüngere der beiden Stammstrecken der Independent in Manhattan – mit der BMT Brighton Line (über die Manhattan Bridge) und der BMT Jamaica Line (über die Williamsburg Bridge). Sie verläuft unterirdisch entlang der Chrystie Street auf der Lower East Side. An der Straßenoberfläche wird die namensgebende Chrystie Street in ihrem weiteren Verlauf nordwärts zur Second Avenue Manhattans.
Die Chrystie Street Connection wurde von der New York City Transit Authority ab 1954 geplant und ab 1957 gebaut. Mit der Inbetriebnahme der Verbindung zur Manhattan Bridge 1967 wurden die Netze der BMT-Division und der IND-Division organisatorisch zur Division B der New York City Subway vereinigt. Seither können mehr Fahrgäste aus den Stadtbezirken Brooklyn und Queens umsteigefrei nach Midtown Manhattan fahren. In Midtown war zusätzlich zum traditionellen Geschäftszentrum um den Financial District von Lower Manhattan in einer über Jahrzehnte ablaufenden städtebaulichen Entwicklung das größte Büro- und Geschäftszentrum New Yorks entstanden.
| Chrystie Street Connection | Chrystie Street Connection |
| -------------------------- | -------------------------- |
| Streckenlänge:             | 1,3 (unterirdisch) km      |
| Spurweite:                 | 1435 mm (Normalspur)       |
|                            |                            |

## Streckenbeschreibung

### Verbindung zur Manhattan Bridge
Das Gleispaar, das die Chrystie Street Connection in voller Länge belegt, setzt die Expressgleise der IND Sixth Avenue Line östlich des U-Bahnhofs Broadway–Lafayette Street fort. An diesem Gleispaar liegt der einzige originär zur Chrystie Street Connection gehörende U-Bahnhof, Grand Street. Es knüpft an das nördliche Gleispaar der Manhattan Bridge an.
Dieser Teil der Chrystie Street Connection wurde mitsamt dem Bahnhof Grand Street am 26. November 1967 eröffnet.
Die Expressgleise der IND Sixth Avenue Line endeten seit der Eröffnung 1936 kurz hinter dem Bahnhof Second Avenue. Im Rahmen des nie gebauten Second Independent Systems, einer Ausbauplanung der 1920er Jahre, hätten sie von dort aus unter dem East River hindurch nach Brooklyn führen sollen. Da das Second Independent System nicht umgesetzt wurde, konnte die freie Streckenkapazität sinnvoll genutzt werden, indem die Chrystie Street Connection eine Verbindung zum Netz der BMT herstellte.

### Verbindung zur Williamsburg Bridge
Das Gleispaar, das nur einen kurzen Teil der Chrystie Street Connection belegt, zweigt von den äußeren Gleisen, den local tracks, der IND Sixth Avenue Line östlich des Bahnhofs Broadway–Lafayette Street ab. Es verläuft in zwei einzelnen, teilweise übereinander verlaufenden Tunneln unter der Chrystie Street und dem Sara-Delano-Roosevelt-Park neben bzw. unter den Tunneln der langen Verbindung. Die Tunnel münden westlich des Bahnhofs Essex Street der BMT Nassau Street Line in bereits vorher betriebene, ältere Bahnhofsgleise ein. Der Bahnhof Essex Street existiert seit 1908 und war der erste U-Bahnhof auf der Manhattaner Seite der Williamsburg Bridge. Alle Ein- und Ausfädelungen sind kreuzungsfrei. Von der Brücke kommende Züge können hinter dem Bahnhof Essex Street entweder auf der Nassau Street Line bleiben oder auf die Chrystie Street Connection abzweigen.
Dieser Teil der Chrystie Street Connection wurde am 1. Juli 1968 eröffnet. Die U-Bahn-Linie KK, später Linie K, benutzte diese Verbindung von 1968 bis 1976 nur im Berufsverkehr. Von 1976 bis 2010 wurde er nur für Betriebsfahrten genutzt.
Die von der BMT Jamaica Line über die Williamsburg Bridge kommende U-Bahn-Linie M wurde im Juni 2010 von der BMT Nassau Street Line zurückgezogen und stattdessen unter Nutzung der Chrystie Street Connection auf den Linienweg der zugleich eingestellten Linie V Richtung Midtown und Queens durchgebunden.

### Erweiterung der Sixth Avenue Line

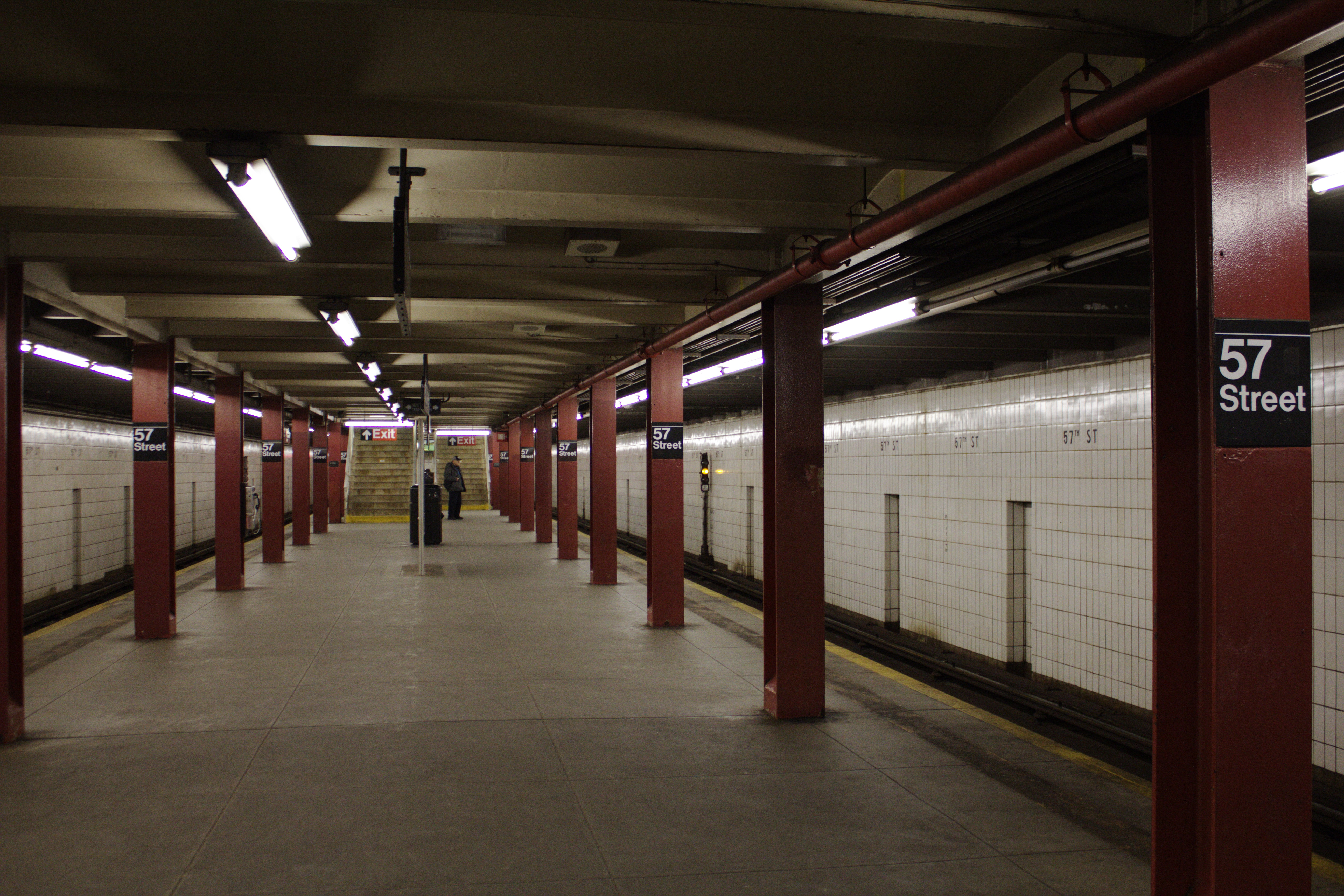
Die neuen Bahnhöfe 57th Street und Grand Street gestaltete die Transit Authority in ihrem typisch kargen Stil der 1950er/1960er Jahre

Im Rahmen der Chrystie Street Connection wurde die IND Sixth Avenue Line zwischen den Bahnhöfen 34th Street und West 4th Street mit Expressgleisen für den bei der New York City Subway üblichen Richtungsbetrieb ausgebaut. Dieser Teilbereich der Sixth Avenue Line war für seine Eröffnung 1940 nur mit den zwei äußeren Gleisen errichtet worden, weil zwischen ihnen der U-Bahn-Tunnel „Uptown Hudson Tubes“ der PATH (bis 1962 die Hudson and Manhattan Railroad) liegt. Die neuen Expressgleise wurden ab 1961 aufwändig unter den Röhren der PATH eingefügt.
Die Sixth Avenue Line erhielt zusätzlich an ihrem Nordende eine kurze Streckenverlängerung und den neuen Endbahnhof 57th Street. Dieser wurde zeitgleich mit der Chrystie Street Connection zur Williamsburg Bridge im Jahr 1968 eröffnet und diente als Endpunkt für die Linien aus Brooklyn. Im Jahr 1989 wurde hinter dem Bahnhof 57th Street die IND 63rd Street Line angeschlossen, so dass er seitdem eine normale Durchgangsstation ist.

### Als Teil der Second Avenue Line
Sechs Teilstücke der IND Second Avenue Line wurden in den 1960er und 1970er Jahren gebaut. Drei der fertiggestellten Tunnelabschnitte sind ungenutzt, einer ist Teil der IND 63rd Street Line und zwei bilden die Chrystie Street Connection.
Die Chrystie Street Connection hätte laut den nicht verwirklichten Planungen im Bahnhof Grand Street Verbindungsgleise zwischen IND Sixth Avenue Line und IND Second Avenue Line bekommen und bahnsteiggleichen Übergang geboten.:B-23f

### Zusammenfassung

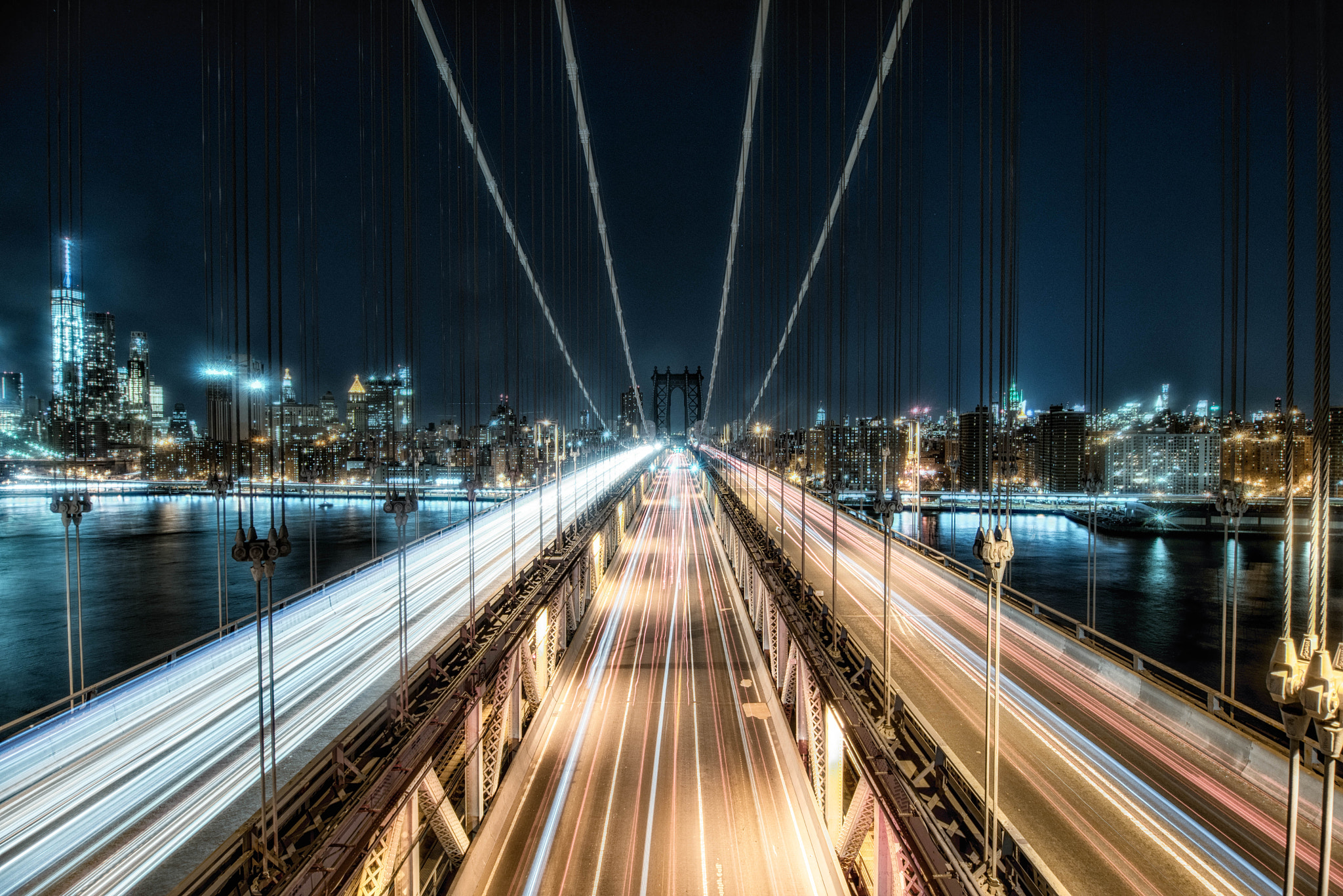
Die Manhattan Bridge trägt heute rechts und links unter den äußeren Fahrbahnen je ein U-Bahn-Gleispaar

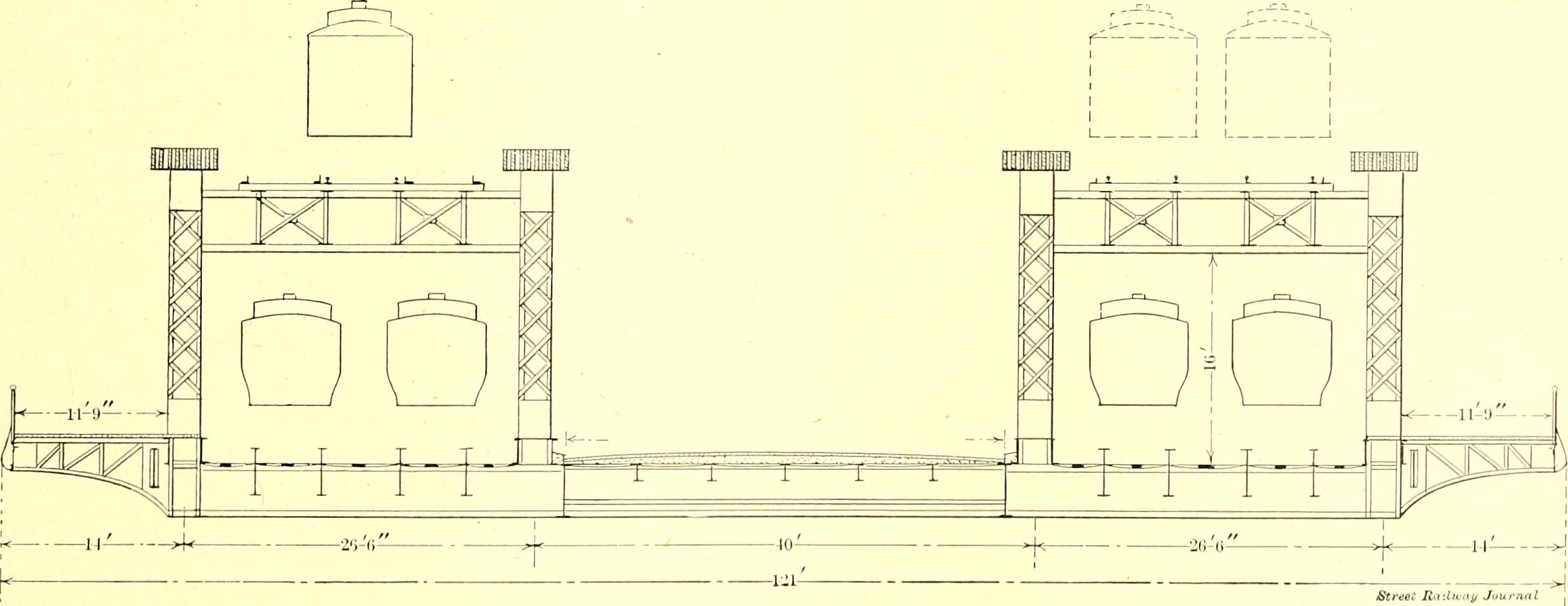
Querschnitt der Manhattan Bridge wie 1903 geplant. Neben mittigen Fahrbahnen mit Straßenbahngleisen waren auf der Nord- und der Südseite je zwei Gleispaare für U-Bahnen, unten, und Hochbahnen, oben, vorgesehen.

Durch die Chrystie Street Connection stellen die nördlichen Brückengleise der Manhattan Bridge Verbindungen zur IND Sixth Avenue Line Richtung Midtown her. Das südliche Brückengleispaar dient der Anbindung an die BMT Broadway Line und damit der Aufgabe, die zuvor das nördliche Brückengleispaar erfüllt hatte. Die direkte Verbindungskurve zwischen den südlichen Brückengleisen und der BMT Nassau Street Line zum Financial District wurde unterbrochen; die früheren Kurvengleise waren dann vom U-Bahnhof Chambers Street der BMT Nassau Street Line aus noch als Abstellgleise nutzbar.
|  |  |  |  |  |  |  |  |  |

|  |  |  |  |  |  |  |  |  |

|  |  |  |  |  |  |  |  |  |  |  |

|  |  |  |  |  |  |  |  |  |

|  |  |  |  |  |  |  |  |  |  |  |

|  |  |  |  |  |  |  |  |  |  |  |  |  |

|  |  |  |  |  |  |  |  |  |  |  |

|  |  |  |  |  |  |  |  |  |  |  |  |

|  |  |  |  |  |  |  |  |  |  |  |  |

|  |  |  |  |  |  |  |  |  |  |  |  |

|  |  |  |  |  |  |  |  |  |  |  |

|  |  |  |  |  |  |  |  |  |

|  |  |  |  |  |  |

|  |  |  |  |  |  |  |  |  |

|  |  |  |  |  |  |  |  |  |

|  |  |  |  |  |  |  |  |  |  |  |

|  |  |  |  |  |  |  |  |  |

|  |  |  |  |  |  |  |  |  |  |  |

|  |  |  |  |  |  |  |  |  |  |  |  |  |

|  |  |  |  |  |  |  |  |  |  |  |

|  |  |  |  |  |  |  |  |  |  |  |  |

|  |  |  |  |  |  |  |  |  |  |  |  |

|  |  |  |  |  |  |  |  |  |  |  |  |

|  |  |  |  |  |  |  |  |  |  |  |

|  |  |  |  |  |  |  |  |  |

|  |  |  |  |  |  |

|  |

|  |

|  |

|  |

## Linien
Die New York City Transit Authority stellte anlässlich der Inbetriebnahme der Chrystie Street Connection und der damit verbundenen Änderungen vieler U-Bahn-Linien am 26. November 1967 neue, von der Designfirma Unimark International gestaltete Linien-Embleme vor. Erstmals erhielt jede Linie eine eigene Bezeichnung. Die Linien-Embleme (amerikanisch: Bullets) werden im Wesentlichen bis heute verwendet, allerdings wurde von 1967 bis 1979 eine andere Systematik der Kennfarben und eine andere Schriftart verwendet als seitdem.

### Stammlinien

Linien der Chrystie Street Connection seit 2010

Die Anbindung der Chrystie Street Connection an die Manhattan Bridge machte es möglich, vier Hauptstrecken des U-Bahn-Netzes zusammenzuführen. Die damalige Linie BB der IND-Division wurde mit den Linien T und TT der BMT-Division auf der BMT West End Line verbunden und zur neuen Linie B der Division B. Die damalige Linie D der IND-Division wurde auf die BMT Brighton Line der BMT-Division durchgebunden und zur neuen Linie D der Division B.
Seit 2004 sind die beiden Streckenäste in Brooklyn getauscht, so dass heute die U-Bahn-Linie B nach Brighton Beach fährt und die U-Bahn-Linie D nach Coney Island.
Die von der BMT Jamaica Line über die Williamsburg Bridge kommende U-Bahn-Linie M wurde im Juni 2010 von der BMT Nassau Street Line zurückgezogen und stattdessen unter Nutzung der Chrystie Street Connection auf den Linienweg der zugleich eingestellten Linie V Richtung Midtown und Queens durchgebunden. Seit dieser Änderung fährt die Linie M anstelle der Linie V über die IND Sixth Avenue Line auf die IND Queens Boulevard Line.

### Kurzlebige Linien der Anfangszeit
Die Linie KK wurde im Jahr 1968 neu geschaffen und fuhr nur im Berufsverkehr. Sie bediente die IND Sixth Avenue Line ab dem neu eröffneten Endbahnhof 57th Street, die Chrystie Street Connection zur Williamsburg Bridge und die BMT Jamaica Line. Bis 1967 hatte es eine andere Linie KK mit anderer Linienführung gegeben.
Der äußere Abschnitt der Jamaica Line wurde seit 1959 im Berufsverkehr im Skip-Stop-Verfahren bedient, und zwar nur in Lastrichtung: Morgens stadteinwärts, nachmittags stadtauswärts. Der Gegenpart zur Linie KK im Skip-Stop war die Linie QJ.
In den Jahren der Eröffnung der Chrystie Street Connection verfolgte die Transit Authority die Vorgehensweise, zu verschiedenen Tageszeiten unterschiedliche Linien über unterschiedliche Strecken zu unterschiedlichen Zielen fahren zu lassen. Damit entstanden zwar im Berufsverkehr umsteigefreie Verbindungen und teils zusätzliche Express-Fahrten, was jedoch über den Tag betrachtet eine geringere Übersichtlichkeit und Verständlichkeit für nicht mit den Details der Linienführungen vertraute Fahrgäste bedeutete.
Im Jahr 1973 gab es kleinere Änderungen, als am 2. Januar die Linie QJ zur Linie J wurde und die Linie KK zur Linie K. Am 20. August 1976 wurde die Linie K eingestellt und auch der Skip-Stop-Betrieb der Linie J beendet, als die Transit Authority aus Kostengründen Zugfahrten strich.

### Grand-Street-Shuttle

Emblem des Grand-Street-Shuttles

Im Verlauf der Sanierung der Manhattan Bridge, von 1986 bis 1988, im Jahr 1995 und von 2001 bis 2004, war die längere Verbindung der Chrystie Street Connection nur bis zum Bahnhof Grand Street befahrbar. Auch bei Unterbrechungen der Brückengleise in den Jahren 1984 bis 1985 wurden die Linien B und D getrennt oder umgeleitet und es fuhr als Ersatz der Grand-Street-Shuttle. Diese Kurzlinie fuhr überwiegend bis zum Bahnhof Broadway–Lafayette Street. In den Jahren 1986 bis 1988 fuhr sie als Sixth-Avenue-Shuttle darüber hinaus zum Bahnhof 57th Street der Sixth Avenue Line.

## Planung und Bau
Bereits im Investitionsplan 1944–1948 hatte das New York City Board of Transportation als Teil der Second Avenue Subway ein Projekt vorgeschlagen, das der späteren Chrystie Street Connection ähnelte. Es sollte Verbindungen von der Second Avenue Line zur BMT Nassau Street Line, zur Williamsburg und zur Manhattan Bridge beinhalten mit neuen U-Bahnhöfen an der Grand Street und an der Chrystie Street. Gemäß diesen Planungen hätten Züge vom U-Bahnhof Grand Street südwärts auf die Nassau Street Line zu den Bahnhöfen Chambers Street und Broad Street fahren sollen und hätten den Montague-Street-Tunnel der BMT Broadway Line zur Querung des East River mitnutzen können. Im Jahr 1954 waren die Planungen für die Chrystie Street in einer Finanzierungsplanung für Bauten und Anschaffungen der New York City Transit Authority in Höhe von 172 Millionen US-Dollar (entspräche ca. 1,6 Milliarden US-Dollar im Jahr 2021) enthalten.
Ein symbolischer erster Spatenstich erfolgte am 25. November 1957 in Anwesenheit von New Yorks Mayor Wagner und Repräsentanten der Transit Authority. Parallel zu diesem Projekt wurden abschnittweise neue Expressgleise zur IND Sixth Avenue Line hinzugefügt. Außerdem wurden die Weichenverbindungen im Umfeld des wichtigen BMT-Knotenbahnhofs DeKalb Avenue auf der Brooklyner Seite der Manhattan Bridge erweitert, um seit langem bestehende Fahrstraßenkonflikte zwischen mehreren U-Bahn-Linien zu beheben und damit die Leistungsfähigkeit der Brückengleise wie auch des BMT-Netzes insgesamt zu erhöhen. Man ging davon aus, das Projekt binnen drei Jahren abschließen zu können. Im Jahr 1962 wurde eine Erweiterung der Sixth Avenue Line mit einem neuen Endbahnhof 57th Street angekündigt.
Man ging von Kosten in Höhe von 100 Millionen Dollar (was gut 900 Millionen US-Dollar im Jahr 2021 entspricht) für das Gesamtprojekt aus, das die Beförderungskapazität zwischen Brooklyn und Manhattan um 52.000 Passagiere pro Stunde erhöhen sollte. Während der Bauarbeiten wurde bis 1964 oberirdisch die Chrystie Street vollständig, auf einer Länge von sieben Häuserblocks, gesperrt. Beleuchtung, Stromversorgung und Signaltechnik für die Tunnel wurden bis Januar 1965 installiert. Im Jahr 1965 ging die Transit Authority davon aus, dass das Projekt im Jahr 1967 abgeschlossen sein würde und der Abschnitt mit dem Bahnhof Grand Street 1966 in Betrieb gehen könne.
Die Verbindung zur Manhattan Bridge mit dem Bahnhof Grand Street wurde am 26. November 1967 eröffnet, genau zehn Jahre nach Projektbeginn. Die Verbindung zur Williamsburg Bridge sowie der Bahnhof 57th Street wurden am 1. Juli 1968 eröffnet.
Die Chrystie Street Connection bedeutete die erste organisatorische und physische Integration von Strecken der BMT und der IND seit der 1940 erfolgten Überführung der drei U-Bahn-Netze in den Besitz der Stadt New York. Davor bestand die engste Zusammenarbeit zwischen zwei der ursprünglich getrennten Netze in dem 1955 begonnenen Betrieb von Zügen der BMT-Division auf einem Teil der IND Queens Boulevard Line. Dabei wurde der 60th-Street-Tunnel der BMT zwischen den Bahnhöfen Lexington Avenue/59th Street an der BMT Broadway Line und Queens Plaza an der IND Queens Boulevard Line genutzt. Die BMT-Division fuhr diese Leistungen mit eigenem Material und Personal im Rahmen von Streckennutzungsrechten auf dem IND-Netz.

### Einbindung in Sixth Avenue Line

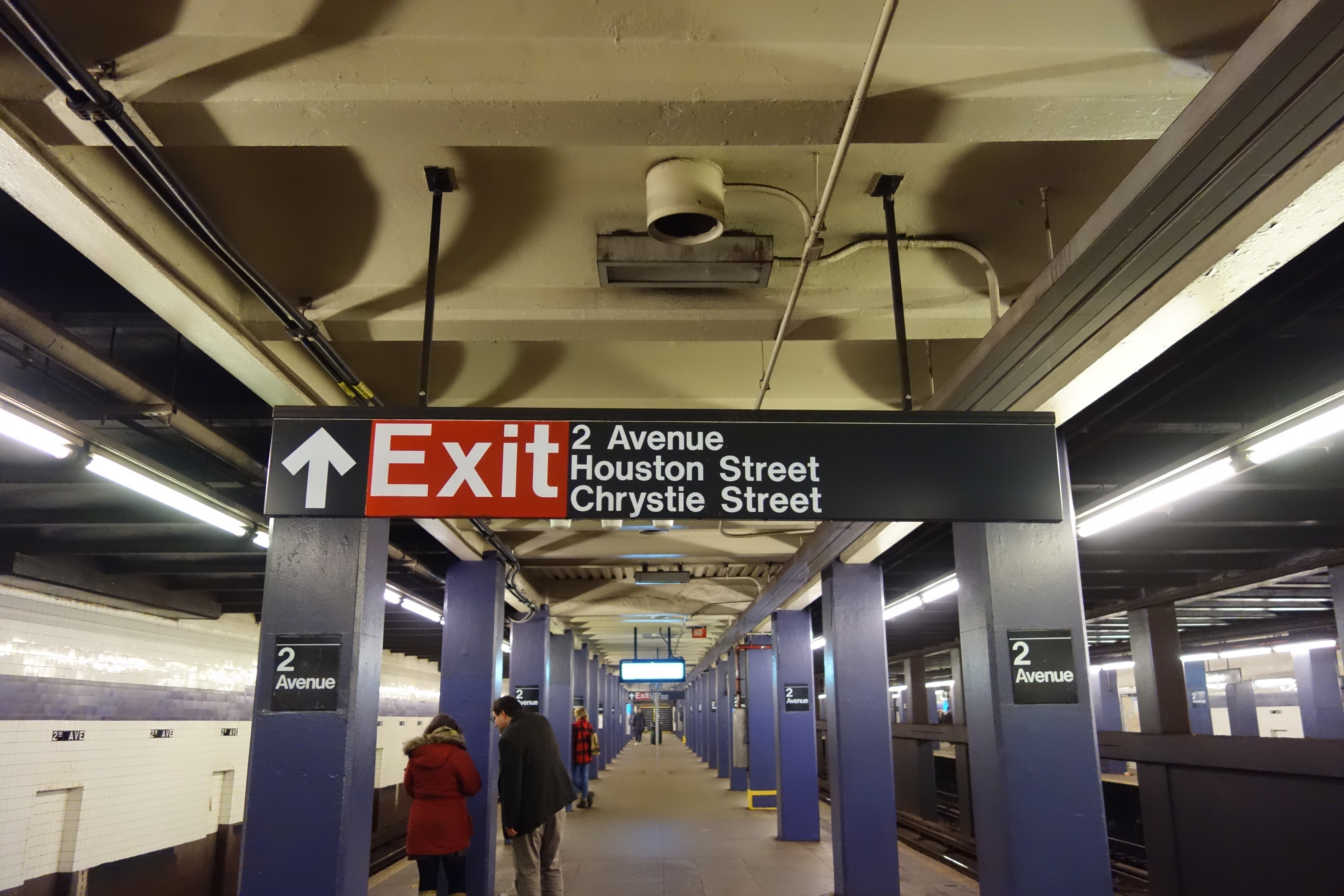
Im Bahnhof Second Avenue

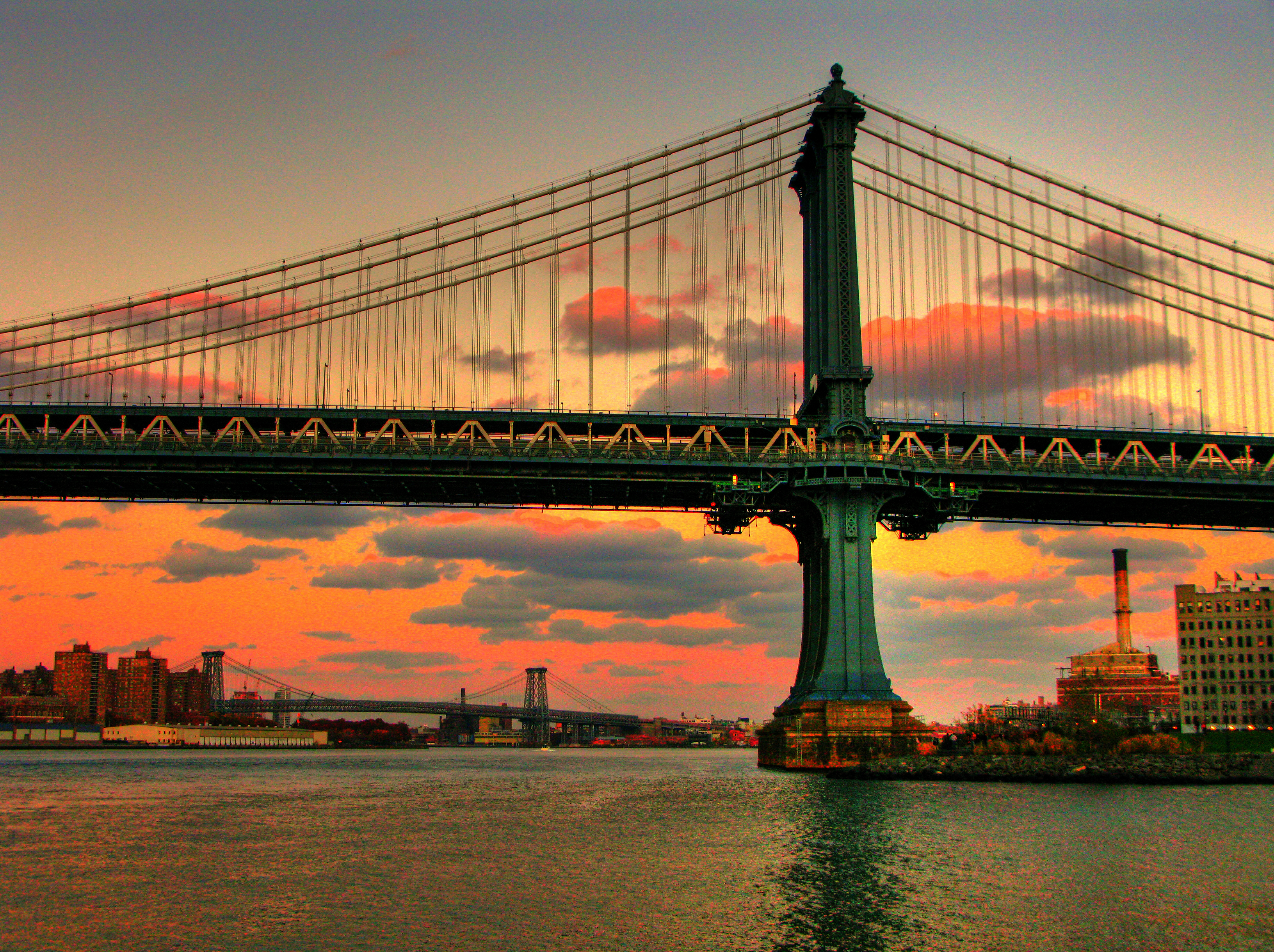
Manhattan Bridge (vorne) und Williamsburg Bridge (hinten)

|  |

|  |  |

|  |  |  |

|  |  |  |

|  |  |

|  |  |  |

|  |  |  |  |  |

|  |  |  |  |  |

|  |  |  |  |  |

|  |  |  |  |  |

|  |  |  |

|  |  |  |  |

|  |  |  |  |  |

|  |  |  |  |  |  |

|  |  |  |  |  |  |

|  |  |  |

|  |  |

|  |  |

|  |

|  |  |

|  |  |  |

|  |  |  |

|  |  |

|  |  |  |

|  |  |  |  |  |

|  |  |  |  |  |

|  |  |  |  |  |

|  |  |  |  |  |

|  |  |  |

|  |  |  |  |

|  |  |  |  |  |

|  |  |  |  |  |  |

|  |  |  |  |  |  |

|  |  |  |

|  |  |

|  |  |

Für die Chrystie Street Connection wurde die ursprünglich für das Independent Subway System und den geplanten Ausbau zum „Second Independent System“ angelegte Gleisführung zwischen den Bahnhöfen Broadway–Lafayette Street und Second Avenue geändert. Die Gleise waren 1936 in Betrieb gegangen. Die Local-Gleise erhielten Weichen für die Chrystie Street Connection. Die ursprünglich durchgehenden Expressgleise wurden unterbrochen und teilweise entfernt. Im Bahnhof Second Avenue wurden die früheren Express-Gleise zu zwei Wendegleisen umfunktioniert und an die Local-Gleise angeschlossen. Sie wurden von 2001 bis 2010 im Regelverkehr von der U-Bahn-Linie V genutzt und sonst für einzelne Sonderfahrten, bei Bauarbeiten und im Störungsfall. Auf den Local-Gleisen verkehrt die U-Bahn-Linie F.